# جيني هوكيو
جيني إلينا هوكيو (من مواليد 7 أبريل 1977 في بوري ، فنلندا ) شاعرة فنلندية وزوجة رئيس فنلندا  منذ 1 مارس 2012. وهي الزوجة الثانية لرئيس فنلندا الحالي ، سولي نينيستو .

## حياتها المهنية
تخرجت هوكيو من جامعة توركو بدرجة الماجستير في العلوم السياسية عام 2001. 
عملت في جامعة توركو في البداية كمساعدة بحثية ثم مسئولة اتصالات. من 2003 إلى 2005 كانت مساعدة برلمانية ، ومن 2005 إلى 2012 عملت في حزب الائتلاف الوطني . منذ فبراير 2012 ، كانت هوكيو مدير برنامج معرض توركو للكتاب. 
نشرت هوكيو ثلاث مجموعات شعرية. فازت الأولى في مسابقة الشاعر الوطنية الأولى، رونو-كارينا ، في عام 1999. 

## حياتها الشخصية
التقت هوكيو بسولي نينيستو ، الذي كان آنذاك أرمل، في عام 2005 ، بينما كانت تعمل في حزب الائتلاف الوطني. أجرت هوكيو مقابلة مع نينسيتو لصالح مجلة الحزب نيكبافيا.  أصبحوا فيما بعد زوجين ، لكنهم أبقوا علاقتهم سرية من الجمهور حتى زواجهما في 3 يناير 2009.  ولد طفلهما الأول ، وهو ولد يدعى آارو فيلي فاينامو نينيستو ، في 2 فبراير 2018.  

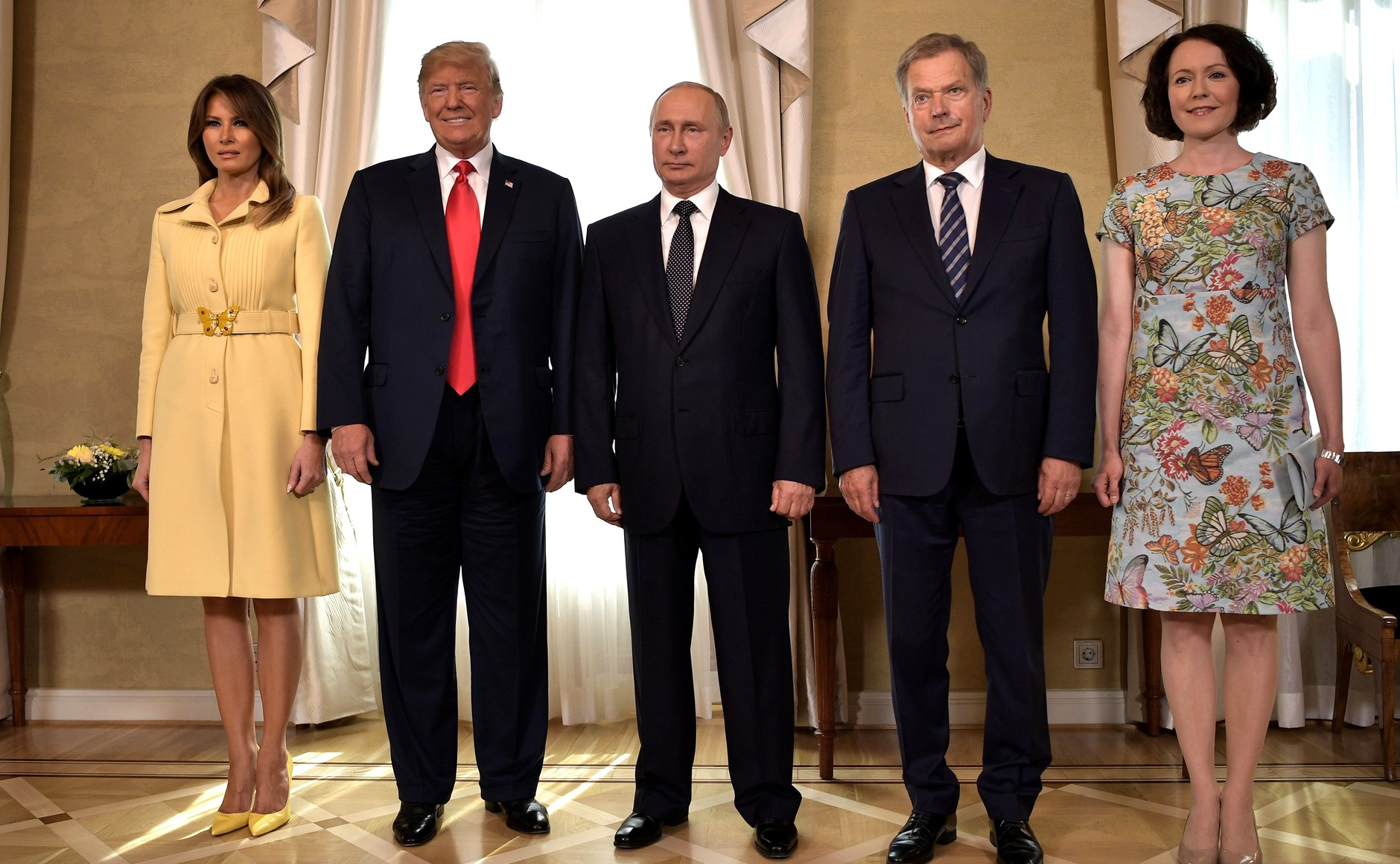
جيني هوكيو (يمين) مع السيدة الأولى للولايات المتحدة ميلانيا ترامب والرئيس الأمريكي دونالد ترامب والرئيس الروسي فلاديمير بوتين وساولي نينيستو في قمة روسيا والولايات المتحدة 2018 في هلسنكي.

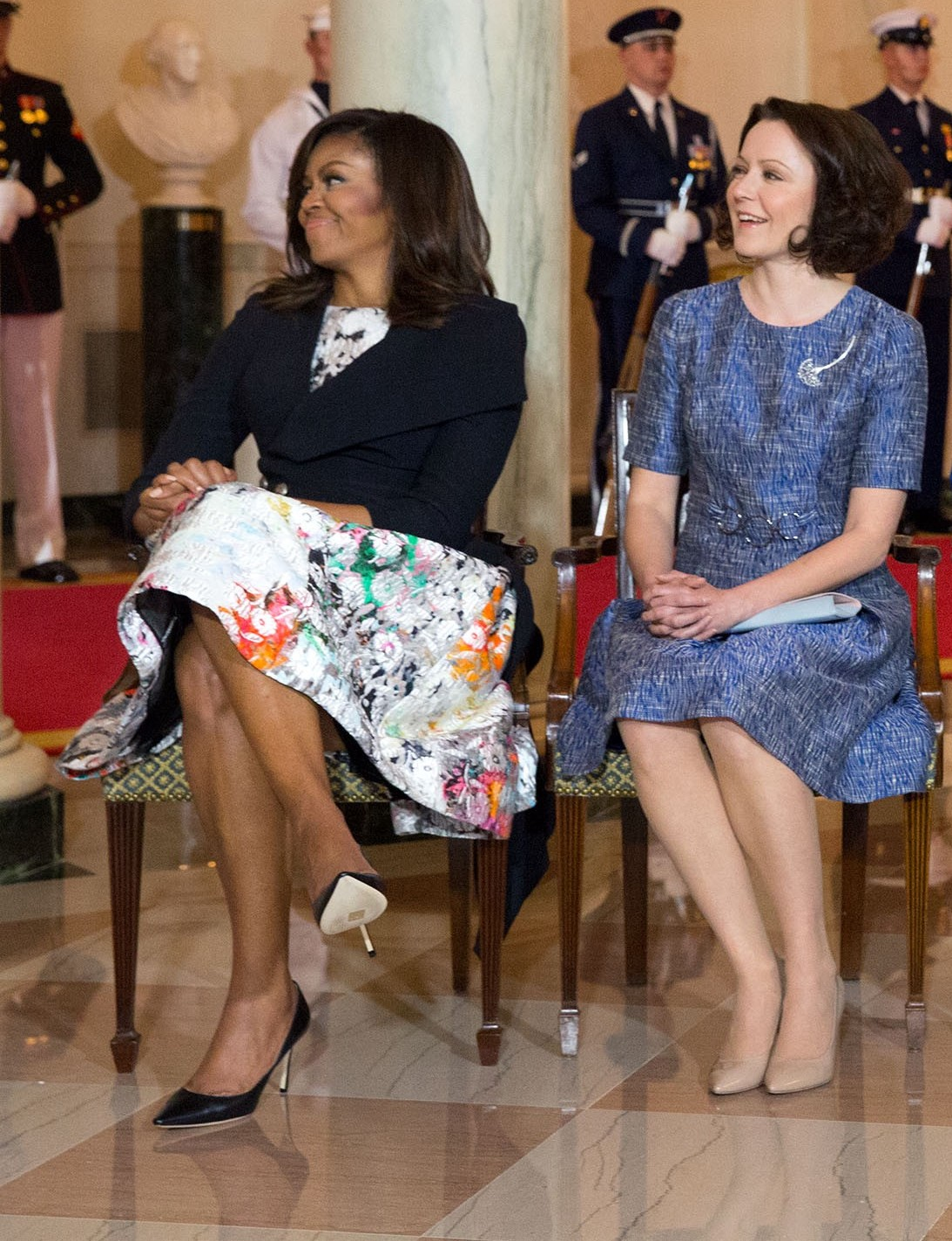
جيني هوكيو (يمين) مع السيدة الأولى للولايات المتحدة ميشيل أوباما في البيت الأبيض ، 2016.

## مراتب الشرف

### زخارف فنلندية
- Finland : Commander Grand Cross of the Order of the White Rose of Finland

### زخارف أجنبية
- Norway : Grand Cross of the Royal Norwegian Order of Merit (October 2012)[18]
- Sweden : Commander Grand Cross of the Order of the Polar Star (April 2012)[19]
- Denmark : Grand Cross of the Order of the Dannebrog (April 2013)
- France: Grand Cross of the Order of National Merit (July 2013)
- Latvia: Commander Grand Cross of the Order of the Three Stars (October 2013)
- Estonia : First Class of the Order of the Cross of Terra Mariana (May 2014)
- Poland : Grand Cross of the Order of Merit of the Republic of Poland (March 2015)[20]
- Luxembourg : Grand Cross of the Order of Adolphe of Nassau (May 2016)
- Sweden : Recipient of the 70th Birthday Badge Medal of King Carl XVI Gustaf (30 April 2016)[21]
- Iceland: Grand Cross of the Order of the Falcon (May 2018)
- Germany: Grand Cross 1st class of the Order of Merit of the Federal Republic of Germany (September 2018)